# David Jones (Eishockeyspieler)
David Jones (* 10. August 1984 in Guelph, Ontario) ist ein ehemaliger kanadischer Eishockeyspieler, der im Verlauf seiner aktiven Karriere zwischen 2004 und 2016 unter anderem 489 Spiele für die Colorado Avalanche, Calgary Flames und Minnesota Wild in der National Hockey League (NHL) auf der Position des rechten Flügelstürmers bestritten hat.

## Karriere
Jones wurde während des NHL Entry Draft 2003 in der neunten Runde als insgesamt 288. Spieler von der Colorado Avalanche aus der National Hockey League (NHL) ausgewählt. Zunächst spielte er jedoch eine Saison bei den Port Coquitlam Buckaroos in der Pacific International Junior Hockey League (PIJHL), drei Jahre für die Coquitlam Express in der British Columbia Hockey League (BCHL) und drei weitere Spielzeiten für das Eishockeyteam des Dartmouth College. Die Saison 2007/08 begann Jones beim Farmteam der Avalanche, den Lake Erie Monsters, aus der American Hockey League (AHL), für die er sein Debüt im professionellen Eishockey gab. Am 20. Dezember 2007 wurde er erstmals von Colorado in deren NHL-Kader berufen. Sein erstes Tor in der NHL erzielte der Flügelspieler am 11. März 2008 während eines 5:2-Sieges gegen die Atlanta Thrashers.
Nach insgesamt sechs Jahren in der Organisation der Colorado Avalanche wurde der kanadische Außenstürmer Ende Juni 2013 in einem Transfergeschäft gemeinsam mit seinem Teamkameraden Shane O’Brien zu den Calgary Flames transferiert. Die Avalanche erhielten als Gegenleistung Alex Tanguay und Cory Sarich. Für die Flames lief Jones fast drei Spielzeiten lang auf, ehe er im Februar 2016 an die Minnesota Wild abgegeben wurde, wobei Calgary im Gegenzug Niklas Bäckström sowie ein Sechstrunden-Wahlrecht für den NHL Entry Draft 2016 erhielt. In Minnesota beendete Jones die Saison, erhielt jedoch keinen weiterführenden Vertrag. Erst im September 2016 erhielt der Stürmer einen Probevertrag bei den Anaheim Ducks, der aber nicht in einem weiterführenden Engagement mündete. Daraufhin beendete der 32-Jährige seine aktive Karriere.

## Erfolge und Auszeichnungen
- 2004 BCHL Coastal First All-Star Team
- 2006 ECAC Second All-Star Team
- 2007 ECAC First All-Star Team
- 2007 NCAA East First All-American Team

## Karrierestatistik
(Legende zur Spielerstatistik: Sp oder GP = absolvierte Spiele; T oder G = erzielte Tore; V oder A = erzielte Assists; Pkt oder Pts = erzielte Scorerpunkte; SM oder PIM = erhaltene Strafminuten; +/− = Plus/Minus-Bilanz; PP = erzielte Überzahltore; SH = erzielte Unterzahltore; GW = erzielte Siegtore; 1 Play-downs/Relegation; Kursiv: Statistik nicht vollständig)